# José Linhares
José Linhares (Baturité (Ceará), 28 januari 1886 - Caxambu (Minas Gerais), 26 januari 1957) was een Braziliaans advocaat, rechter en politicus, en de vijftiende president van Brazilië.
Deodoro da Fonseca ·
Peixoto ·
Morais ·
Campos Sales ·
Alves ·
Pena ·
Peçanha ·
Fonseca ·
Brás ·
Alves ·
Moreira ·
Pessoa ·
Bernardes ·
Luís ·
Prestes ·
(Junta van 1930) ·
Vargas ·
Linhares ·
Gaspar Dutra ·
Vargas ·
Café Filho ·
Luz ·
Ramos ·
Kubitschek ·
Quadros ·
Ranieri Mazzilli ·
Goulart ·
Ranieri Mazzilli ·
Castelo Branco ·
Costa e Silva ·
(Junta van 1969) ·
Garrastazu Médici ·
Geisel ·
Figueiredo ·
Neves ·
Sarney ·
Collor ·
Franco ·
Cardoso ·
Lula da Silva ·
Rousseff ·
Temer ·
Bolsonaro ·
Lula da Silva
- Gemeinsame Normdatei: 1219739480
- International Standard Name Identifier: 0000 0000 3590 6241
- Library of Congress Control Number: n94018506
- Virtual International Authority File: 45988421
- WorldCat: E39PBJqfHw9VMKDPWxFHqrGj4q